# Serginho (calciatore 1988)
Sérgio Paulo Nascimento Filho, meglio noto come Serginho (Rio de Janeiro, 27 aprile 1988), è un ex calciatore brasiliano, di ruolo centrocampista.

## Palmarès

### Competizioni statali
- Campionato Paraense: 1

Paysandu: 2020